# サーリ・ヴェルチェッレーゼ
サーリ・ヴェルチェッレーゼ（伊: Sali Vercellese）は、イタリア共和国ピエモンテ州ヴェルチェッリ県にある、人口約100人の基礎自治体（コムーネ）。

## 地理

### 位置・広がり
| 隣接するコムーネは以下の通り。 - リニャーナ - サラスコ - ヴェルチェッリ |